# Wacław Zajączek
Wacław Zajączek z Wrzącej herbu Świnka – sędzia ziemski kaliski w latach 1631–1634, pisarz ziemski kaliski w latach 1613–1631.
Poseł na sejm 1620 i 1621 roku z województwa poznańskiego i kaliskiego. Poseł na sejm 1625 roku, sejm zwyczajny i nadzwyczajny 1626 roku, 1627, 1628 roku, sejm zwyczajny i nadzwyczajny 1629 roku, sejm 1631 roku. Był członkiem konfederacji generalnej zawiązanej 16 lipca 1632 roku. Poseł na sejm konwokacyjny 1632 roku z województw poznańskiego i kaliskiego. Podpisał pacta conventa Władysława IV Wazy w 1632 roku. Poseł na sejm koronacyjny 1633 roku, sejm 1634 roku, sejm zwyczajny 1635 roku, sejm nadzwyczajny 1635 roku.